# Кукеев, Жигер Мухитович
Жигер Мухитович Кукеев (каз. Жігер Мұхитұлы Көкеев; род. 9 августа 1984, Алма-Ата) — казахстанский футболист, полузащитник.

## Карьера
Футбольную карьеру начал в 1999 году в составе клуба СОПФК «Кайрат».
В 2006 году перешёл в «Рахат».
В начале 2014 года подписал контракт с клубом «Гефест».

## Достижения
«Сункар»
- Победитель Первой лиги (1): 2011

## Клубная статистика
| Игровая карьера | Игровая карьера | Чемпионат | Чемпионат | Кубок | Кубок | Межд | Межд | Др. | Др. |
| --------------- | --------------- | --------- | --------- | ----- | ----- | ---- | ---- | --- | --- |
| 2014            | Гефест          | 1         | 0         | -     | -     | -    | -    | -   | -   |
| 2014            | Жетысу-Сункар   | 14        | 0         | -     | -     | -    | -    | -   | -   |

## Личная жизнь
Отец Мухит играл на любительском уровне. Младший брат Жигера Жамбыл является профессиональным футболистом.